# عمر حسن (فنان)
عمر حسن (بالإيطالية: Omar Hassan)‏ هو فنان إيطالي، ولد في 11 مارس 1987 في ميلانو في إيطاليا.